# Приеблези
Приеблези (серб. Пријебљези) — населенный пункт (деревня) в общине Србац, который принадлежит энтитету Республике Сербской, Босния и Герцеговина. По результатам югославской переписи населения 1991 года в Приеблези проживало 562 человека. Деревня расположена на реке Врбас.

## Спорт
В Приеблези базируется футбольный клуб «Врбас».

## Население
| 1948                           | 1953 | 1961 | 1971 | 1981 | 1991 | - |
| ------------------------------ | ---- | ---- | ---- | ---- | ---- | - |
| 649                            | 704  | 607  | 555  | 567  | 562  | - |
| Гистограмма динамики населения |      |      |      |      |      |   |